# Domeniul Soissons
În perioada de tranziție dintre antichitate și evul mediu, două state din nord-vestul Franței de astăzi au purtat numele de Domeniul Soissons. Acest stat este uneori numit Regatul Soissons sau Regatul lui Syagrius. În realitate, nu a fost niciodată condus de un rege, nici nu a fost considerat de locuitorii săi ca altceva decât o provincie separată a Imperiului roman de Apus. Denumirea de "domeniu" este preferată de istorici.

## Soissons-ul roman (c. 457–486)
A apărut în timpul împăratului roman de apus Iulius Valerius Maiorianus (457–461). Aceasta l-a numit pe Aegidius ca magister militum al provinciilor galice. Singurul teritoriu roman din Galia la acea vreme se afla la nord-vest, o mică fâșie de pământ legând-o de restul Italiei. În timpul domniei lui Maiorianus, acest coridor a fost anexat de triburile germanice din Galia, separându-l pe Aegidius și pe cetățenii săi de restul imperiului.
Aegidius s-a aliat cu Childeric I, rege al francilor salieni, și l-a ajutat în victoria sa asupra vizigoților la Orleans, în 463. Romano-britanicii, după retragerea romană din Britania, i-au cerut ajutor lui Aegidius (vezi: gemitus Britannorum). Oricum, așezările romano-britanicilor din Armorica se aflau la granița de vest a Soissons-ului, existând relații comerciale între ele, mai ales că erau ultimele avanposturi ale civilizației romane din acea parte a lumii.
Aegidius a continuat să conducă până la moartea sa în 464, posibil prin asasinat de către un agent al unui inamic al lui Childeric. În acel moment a ajuns la putere fiul său, Syagrius, care a condus folosind titlul de dux (un comandant militar provincial), însă triburile germanice din apropiere se referau la el ca "Rege al Romanilor"; de aici, numele enclavei sale. Chiar și după căderea Imperiului roman de Apus în 476, Syagrius a continuat să susțină că doar guverna o provincie romană.
Childeric murise, iar fiul său, Clovis I, era acum regele francilor. Clovis a purtat un război prelungit cu Syagrius, iar în 486, a terminat cucerirea teritoriilor romane care îi aparținuseră acestuia. Syagrius s-a refugiat al regele vizigot Alaric al II-lea, însă a fost trădat, capturat și trimis lui Clovis, care l-a executat în 487.

## Soissons-ul francilor (511-613)
Clovis I i-a condus pe franci până la moartea sa în 511. Când a murit, Imperiul francilor a fost împărțit în patru regate, pentru cei patru fii ai săi. Clotaire I a primit teritoriul care îi aparținuse lui Syagrius (Clotaire însuși se născuse la Soissons la un deceniu după moartea lui Syagrius). Printr-o combinație de diplomație abilă, și uciderea rudelor sale, Clotaire a devenit rege al întregii Galii în 555.
La moartea lui Clotaire în 561, ținutul francilor a fost împărțit în trei regate, câte unul pentru fiecare fiu. Regatul occidental al Neustriei a fost în contiuare condus de la Soissons până ce toți francii au fost din nou unificați sub regele Neustriei, Clotaire al II-lea, în 613. Cu excepția perioadei 639-673, când Neustria și Austrasia au fost divizate, francii au rămas unificați, până la Tratatul de la Verdun din 843.